# Alfonso Villa Rojas
Alfonso Villa Rojas (Mérida, Yucatán, 1897 - Ciudad de México, 1998) fue un mayista, antropólogo y etnógrafo mexicano. Se distinguió por los trabajos que realizó sobre la cultura maya precolombina. Con el patrocinio del Instituto Carnegie hizo estudios reveladores sobre el sakbé que une Yaxuná (Yucatán) y Cobá en el estado de Quintana Roo e investigaciones etnológocas en la zona del municipio de Chankom. Llevó a cabo innumerables proyectos arqueológicos y etnográficos relativos a la cultura maya, tanto en la Península de Yucatán como en el estado de Chiapas, algunos de ellos en colaboración con el afamado antropólogo estadounidense Robert Redfield.

## Datos biográficos
Estudió el bachillerato en la Universidad del Sureste y empezó a trabajar desde joven como maestro rural en el poblado de Chankom, muy cerca del yacimiento arqueológico de Chichén Itzá. Ahí entró en contacto con una misión científica del Instituto Carnegie encabezada por el antropólogo Robert Redfield. Después de colaborar con ellos durante un tiempo, obtuvo de la institución una beca para estudiar antropología en la Universidad de Chicago y por sus méritos fue nombrado investigador del departamento de sociología del Instituto Carnegie.
Más tarde viajó con Redfield a Chiapas y en Oxchuc convivió con los indígenas tzeltales.
Trabajó, ya en la Ciudad de México, para la Comisión del Papaloapan durante la construcción de varias obras hidráulicas a fin de estudiar y medir los efectos sociales de tales obras. Dirigió en la capital de México el departamento de sociología del Mexico City College y fue investigador del Instituto Nacional Indigenista. Recibió entre los años 1961 - 1964, la encomienda de coordinar la instalación de las salas de etnografía en el Museo Nacional de Antropología de México.
Fue profesor huésped del departamento de antropología de la Universidad de Harvard y después, a partir de 1965, dirigió el Departamento de Investigaciones Antropológicas del Instituto Indigenista Interamericano.
Fue reconocido tanto por su trabajo de campo como por su obra teórica publicada.

## Obras
Entre otras, Villa Rojas publicó las siguientes:
- (1961) “Los mayas de las tierras bajas”, INAH (CAPFCE-SEP), México.
- (1968) “Los conceptos de espacio y tiempo entre los grupos mayances contemporáneos”, en Tiempo y realidad en el pensamiento maya (ed. León- Portilla, M.). Serie de Culturas Mesoamericanas, UNAM, México.
- (1969) (en inglés) “The Maya of Yucatán”, en Wauchope and Nash ed Handbook of Middle American Indians, Ethnology, University of Texas Press, Austin.
- (1971). “Patrones culturales mayas antiguos y modernos en las comunidades contemporáneas de Yucatán”, en E. Vogt. y A. Ruz, ed Desarrollo cultural de los mayas, UNAM, México.
- (1978) Los elegidos de Dios. Etnografía de los mayas de Quintana Roo Serie de Antropología Social. No. 56, Instituto Nacional Indigenista, 571 págs. Ilustr. México.
- (1984) El impacto compulsivo de las profecías de Chilam Balam, Instituto de Investigaciones Antropológicas, (MS). UNAM, México.
- (1985) Estudios Etnológicos. Los mayas, Instituto de Investigaciones Antropológicas, Serie Antropológica:38, UNAM, México.
- (1990) Etnografía tzeltal de Chiapas: Modalidades de una cosmovisión prehispánica. Tuxtla Gutiérrez: Gobierno del Estado de Chiapas, Consejo Estatal para el Fomento a la Investigación y Difusión de la Cultura.